# Séptimo Vicio
Séptimo Vicio (o 7.º Vicio) es un programa chileno de cine y música que está bajo la conducción de Gonzalo Frías y transmitido por el canal de TV cable Vía X desde 1998. Es el programa que se ha mantenido por más temporadas al aire en la estación televisiva (17 temporadas).

## Historia
En 1998, Gonzalo Frías, quien estudiaba Periodismo en ese período, es contactado por Fernando Lasalvia, el cual hasta ese entonces era el jefe de programación del canal, para desarrollar un proyecto televisivo cuya temática principal fuera el cine. Lasalvia ya ubicaba anteriormente a Gonzalo, así como también conocía la afición de éste por el séptimo arte.
Desde un comienzo, la idea del espacio era sencilla y minimalista: un conductor frente a la cámara, el cual habla de cine con base en datos y conocimiento propio. Y en tiempo récord, el programa salió al aire. No se filmó ningún capítulo piloto, cosa que resulta ser un experimento y una apuesta totalmente arriesgada por parte del canal. Es por lo mismo que Frías explica lo siguiente:

“Me encantaría que la historia fuera otra, pero es súper inesperada. Nunca hubo un capítulo piloto, yo creo que todavía sigue siendo uno”.

El 20 de diciembre de 2009 se estrenó el primer material documental producido y creado por el mismo programa llamado Metal-Gate: Monstruos en Chile, el cual ilustraba el proceso de reinclusión de los megaconciertos en el país luego de la dictadura militar y, además, la segregación que vivió el Heavy metal en Chile en esos años. El documental fue presentado en los primeros capítulos de la duodécima temporada luego de ser estrenado en la Sala de Cine UC perteneciente al Centro de Extensión de la Universidad Católica. Contó con la participación de Gonzalo Frías, Nicolás López y Haroldo Salas para la creación del guion y para la dirección. Además se incluyeron las entrevistas realizadas a Jorge Aedo, Rafael Cavada, Carlos Costas, Rolando Ramos, Sergio "Pirincho" Cárcamo, Alberto Fuguet, Rodrigo "Pera" Cuadra, Alfredo Lewin, Eduardo Topelberg e Iván Valenzuela.

## Desarrollo del Programa.
Gonzalo Frías y Nicolás López Muñoz en un inicio eran los encargados de dar el proceso completo de edición al show para que salir al aire. Actualmente el programa sigue siendo realizado por Frías apoyado por su Dirección a manos de Francisca Márquez mientras que la edición general es realizada por Marco Vega quien se ve involucrado en el área de subtítulos y junto a Frías.
A pesar de que comenzó siendo un espacio de media hora donde solamente pasaban tráileres de películas que estaban en la cartelera del momento, con el correr del tiempo 7.º vicio se ha volcado a darle mayor énfasis a ilustraciones artísticas originales, independientes y poco convencionales, pero que, no obstante, tengan alguna repercusión en el televidente. El programa también se dedica a pasar escenas memorables de películas y series de TV, así como también datos desconocidos y curiosos sobre las mismas. También ha habido entrevistas a personajes conocidos del ambiente cultural local e internacional, en relación con el cine y otros temas.
Y una de las grandes características que particulariza a este programa es que, como está hecho a la medida de su conductor Gonzalo Frías, el mismo se puede dar el lujo de lanzar frases reflexivas y filosóficas, así como también frases políticamente incorrectas (sin caer en el mal gusto) y más que uno u otro dardo hacia figuras públicas, películas, programas de televisión, entre otras cosas. Lo cual alimenta aún más la devoción de los seguidores del 7.º vicio, que lo han enarbolado como un programa de culto dentro del cable. Incluso algunos dicen que es un programa de espíritu "punk".
Si bien el lema del programa es no preocuparse ni del índice de audiencia ni de los auspiciadores, esto no ha dificultado la larga faena de años que ha mantenido el programa al aire.

## Temáticas
Comenzó como un presentador de películas que estaban en cartelera o que próximamente se estrenarían, además, a eso se le sumaban algunos videos correspondientes a las bandas sonoras de cada film.
En el último tiempo se ha insertado en el eje de los trabajos con temáticas más profundas e ilustrativas ya sean documentales, cortometrajes o canciones subtituladas sobre un clip (no necesariamente el video original de la canción).

## Cortometrajes destacados
- Jojo in the stars
- Gruffalo
- A primera vista
- La leyenda del espantapájaros
- 90 degrees
- Spider
- Maestro
- Le cyclope de la mer
- Aquel ritmillo
- Dog
- Smiling addiction
- Kiwi!
- The cat with hands
- 3x3
- Vincent
- Insight
- Dog of man
- A good year for the robots
- Glory at sea
- The separation
- Life and death of a pumpkin
- Anthem
- I'm Here
- ¿Qué es eso?
- $9,99 dollars
- Suckablood